# Route nationale 115a
La route nationale 115A ou RN 115A était une route nationale française reliant Prats-de-Mollo à la station thermale de la Preste (rattachée à la commune de Prats), dans le département des Pyrénées-Orientales.
À la suite de la réforme de 1972, elle a été déclassée en RD 115A sur l'intégralité de son parcours.

## Tracé
- Prats-de-Mollo
- La Preste